# Chamaeleo feae
Chamaeleo feae este o specie de cameleon din genul Chamaeleo, familia Chamaeleonidae, ordinul Squamata, descrisă de Boulenger 1906. Conform Catalogue of Life specia Chamaeleo feae nu are subspecii cunoscute.